# 휴스턴 대시
휴스턴 대시(Houston Dash)는 내셔널 우먼스 사커 리그에 참가하는 미국 텍사스주 휴스턴에 있는 여자 축구팀이다.

## 같이 보기
- 휴스턴 다이너모